# Hures-la-Parade
Hures-la-Parade este o comună în departamentul Lozère din sudul Franței. În 2009 avea o populație de 230 de locuitori.

## Evoluția populației
| An        | 1975 | 1982 | 1990 | 1999 | 2006 | 2009 |
| --------- | ---- | ---- | ---- | ---- | ---- | ---- |
| Populație | 157  | 166  | 164  | 177  | 214  | 230  |